# Blue Öyster Cult (musikalbum)
Blue Öyster Cult är Blue Öyster Cults debutalbum, släppt 1972 på skivbolaget Columbia Records. 
Till stilen är albumet djupt, mörkt och lite ockult. Texterna är ovanligt poetiska och genomtänkta. Musikaliskt sett kan man se likheter med den "motorcykelrock" som Steppenwolfs låt "Born to Be Wild" gav upphov till. Lite speciellt är också användandet av hela tre gitarrer samtidigt i vissa låtar. "Cities on Flame with Rock and Roll" har genom åren med sitt Black Sabbath-liknande riff kommit att bli en av albumets kändaste låtar.

## Låtlista
1. "Transmaniacon MC" (Eric Bloom/Albert Bouchard/Sandy Pearlman/Donald Roeser) - 3:20
2. "I'm on the Lamb But I Ain't No Sheep" (Eric Bloom/Albert Bouchard/Sandy Pearlman) - 3:10
3. "Then Came the Last Days of May" (Donald Roeser) - 3:30
4. "Stairway to the Stars" (Albert Bouchard/Richard Meltzer/Donald Roeser) - 3:42
5. "Before the Kiss, a Redcap" (Murray Krugman/Allen Lanier/Sandy Pearlman/Donald Roeser) - 4:56
6. "Screams" (Joe Bouchard) - 3:10
7. "She's as Beautiful as a Foot" (Albert Bouchard/Allen Lanier/Richard Meltzer) - 2:56
8. "Cities on Flame with Rock and Roll" (Richard Meltzer/Albert Bouchard/Donald Roeser) - 4:02
9. "Workshop of the Telescopes" (Blue Öyster Cult/Sandy Pearlman) - 4:00
10. "Redeemed" (Albert Bouchard/Harry Farcas/Allen Lanier/Sandy Pearlman) - 3:51

## Musiker
- Eric Bloom  - Sång/Gitarr/keyboards
- Donald "Buck Dharma" Roeser - Gitarr/Sång
- Allen Lanier  - Keyboards/Gitarr
- Joe Bouchard  - Bas/Sång
- Albert Bouchard - Trummor/Sång